# 狛田站
狛田站（日语：／ Komada eki */?）是位於日本京都府相樂郡精華町，屬於近畿日本鐵道（近鐵）京都線的鐵路車站。車站編號為B20。

## 歷史
- 1928年（昭和3年）11月3日 - 奈良電氣鐵道（日语：奈良電気鉄道）的桃山御陵前 - 西大寺（現在的大和西大寺）間開通，本站開業[2]。
- 1963年（昭和38年）10月1日 - 由於公司合併，本站成為近畿日本鐵道京都線的車站[2]。
- 2007年（平成19年）4月1日 - 可使用「PiTaPa」乘車[3]。

## 車站構造
本站為側式月台2面2線的地面車站。驗票口位於2號月台南北兩側，與1號月台間透過地下道連通。站務員只駐點在北側站房，南側只有設置自動驗票機而已。
本站由新田邊站負責管理，並有站務員駐點。

### 月台配置
| 月台 | 路線   | 方向 | 目的地                                                        |
| ---- | ------ | ---- | ------------------------------------------------------------- |
| 1    | 京都線 | 下行 | 往 新祝園、大和西大寺、奈良、天理、橿原神宮前、吉野、大阪難波 |
| 2    | 京都線 | 上行 | 往 新田邊、丹波橋、京都、京都國際會館                         |

## 使用狀況
近年本站1日上下車人次調査結果如下。
- 2018年11月13日：2,849人
- 2015年11月10日：2,311人
- 2012年11月13日：2,795人
- 2010年11月9日：3,002人
- 2008年11月18日：2,809人
- 2005年11月8日：3,329人

## 車站周邊
- 下狛站 - 西日本旅客鐵道學研都市線
- 京都廣學館高等學校 - 向西徒步5分。
- 京奈和自動車道（京奈道路） - 精華下狛交流道
- 精華町立精北小學校
- 下狛郵局
- 京都府道22号八幡木津線
- 京都府立大學精華校區

## 公車路線
| 公車站牌       | 營運公司        | 系統 | 目的地     | 備註                                  |
| -------------- | --------------- | ---- | ---------- | ------------------------------------- |
| 狛田・下狛站東 | 精華Kururin巴士 | 北線 | 祝園站西口 | 一天只有發6班車                       |
| 狛田・下狛站西 | 精華Kururin巴士 | 北線 | 祝園站西口 | 一天只有發6班車                       |
| 下狛           | 奈良交通        | 73   | 三山木站   | 只有在同志社大學開學日的周六9：35發車 |

## 相鄰車站
近畿日本鐵道
 京都線
■急行
通過
■普通
近鐵宮津（B19）－狛田（B20）－新祝園（B21）